# Johannes Büttner (Mediziner)
Johannes Büttner (* 11. März 1931 in Gießen; † 28. September 2019 in Isernhagen) war ein deutscher Mediziner, Biochemiker und Wissenschaftshistoriker.

## Leben
Johannes Büttner studierte ab 1951 Chemie in Kiel und Tübingen. 1958 promovierte er in Organischer Chemie, 1962 schloss er sein Medizinstudium mit dem Doktor der Medizin ab. Die Habilitation folgte 1964 in Kiel. Er wurde 1969 Professor für Klinische Chemie an der Medizinischen Hochschule Hannover und leitete das dortige Institut für Klinische Chemie bis zu seinem Eintritt in den Ruhestand im Jahr 1996. Von 1972 bis 1996 war er außerdem Chefredakteur der Clinical Chemistry and Laboratory Medicine. Im Jahr 1985 erhielt Johannes Büttner die Scherer-Medaille der Deutschen Gesellschaft für Klinische Chemie (an deren Gründung im Jahr 1964 er beteiligt war) für seine Verdienste um die wissenschaftliche Entwicklung der Klinischen Chemie. 1999 wurde er für seine Untersuchungen zur Geschichte der klinischen Chemie, speziell im Zusammenhang mit Justus von Liebig und seinem Schüler Johann Joseph von Scherer, mit dem Liebig-Wöhler-Freundschaftspreis geehrt. Johannes Büttner veröffentlichte mehr als 190 wissenschaftliche Publikationen.

## Büchersammler
Büttner war als Begründer des Zentrallabors der Medizinischen Hochschule Hannover auch ambitionierter Sammler und erwarb weltweit in Antiquariaten wissenschaftshistorische Fachliteratur zur Klinischen Chemie. Seine Bibliothek umfasst etwa 2700 Bücher und Autographen fast aller bekannten Mediziner und Naturwissenschaftler. Das älteste Werk stammt von dem italienischen Mediziner Giovanni Michele Savonarola; der Pergamentband von 1498 ist die Erstausgabe aus einem Sammelband.

## Veröffentlichungen (Auswahl)
- Johann Joseph von Scherer (1814–1869). Ein Beitrag zur frühen Geschichte der klinischen Chemie. In: J. Chem. Clin. Biochemistry. Band 16, 1978, S. 478–483.
- Johann Joseph Scherer (1814–1869). In: Berichte der Physikalisch-Medizinischen Gesellschaft zu Würzburg. Neue Folge, Band 86, 1978, S. 247–253.
- mit anderen: Lehrbuch der klinischen Chemie und Pathobiochemie. Schattauer, 1987, ISBN 978-3-7945-0949-2.
- mit Hans Dietrich Bruhn: Chemisches Denken in der Medizin: Die Geschichte des Laboratoriums der 1. Medizinischen Klinik der Universität Kiel. 2. Auflage. Traugott Bautz, 2007, ISBN 978-3-88309-377-2.